# 諏訪村 (茨城県)
諏訪村（すわむら）は茨城県鹿島郡にかつて存在した村である。
現在の鉾田市中部、旧・旭村南部の太平洋沿岸に位置する。

## 歴史
- 1889年（明治22年）4月1日 - 町村制施行により、安房村・柏熊村・勝下村・勝下新田村・樅山村・滝浜村・柏熊新田が合併し鹿島郡諏訪村が発足。
- 1955年（昭和30年）3月3日 - 大谷村・夏海村と新設合併し、旭村が発足。同日諏訪村廃止。

## 人口・世帯

### 人口
総数 [単位： 人]
| 1891年（明治24年） | 2,314 |
| 1909年（明治42年） | 2,977 |
| 1920年（大正 9年） | 3,672 |
| 1935年（昭和10年） | 3,997 |
| 1950年（昭和25年） | 5,559 |

### 世帯
総数 [単位： 世帯]
| 1920年（大正 9年） | 721 |
| 1935年（昭和10年） | 748 |
| 1950年（昭和25年） | 928 |

## 交通

### 道路
二級国道
- 国道123号（現・国道51号）